# Santa Cristina de Lena
Santa Cristina de Lena es una iglesia prerrománica asturiana, construida a mediados del siglo IX y situada en el concejo de Lena, en el Principado de Asturias (España).

## Situación

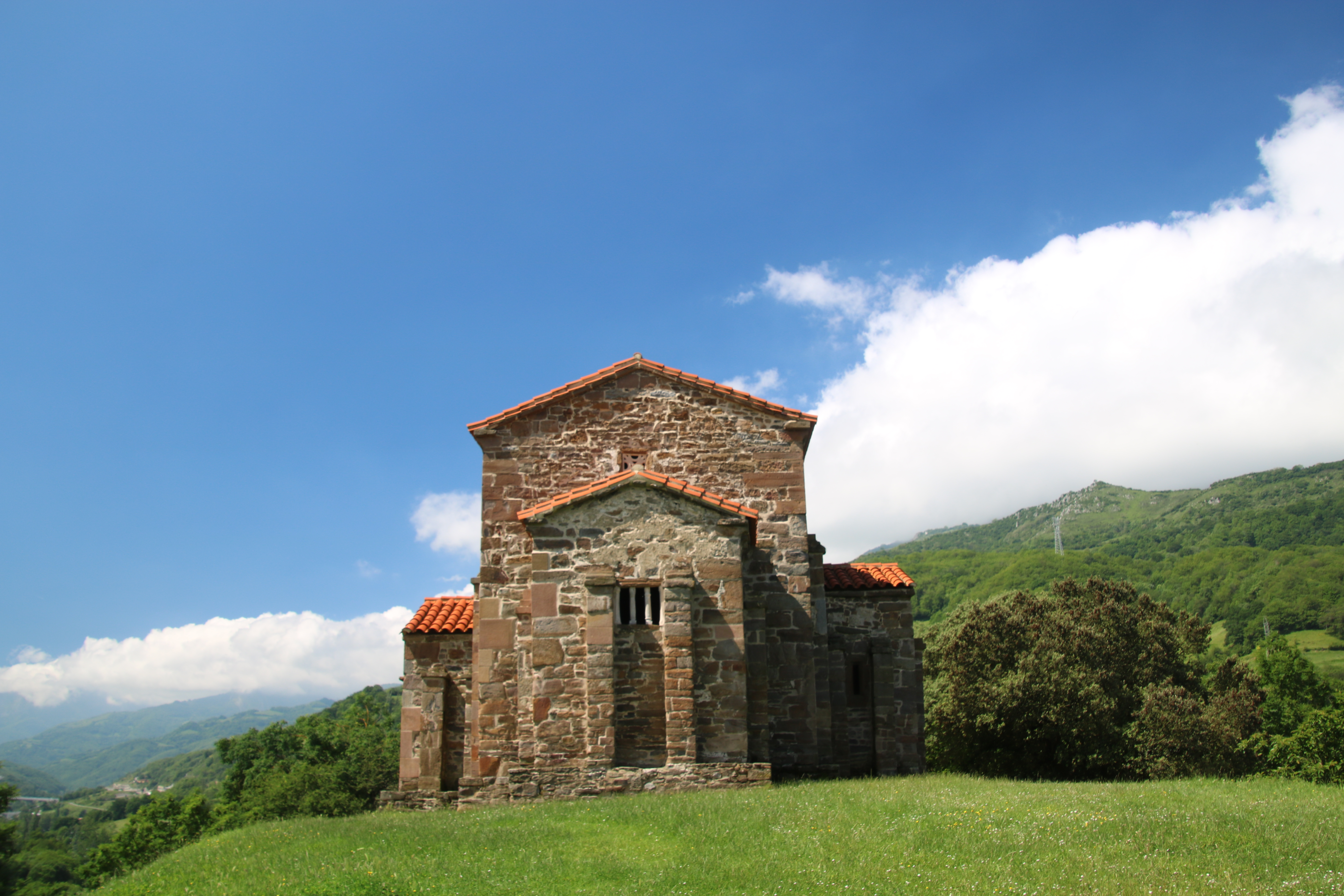
Vista exterior de Santa Cristina

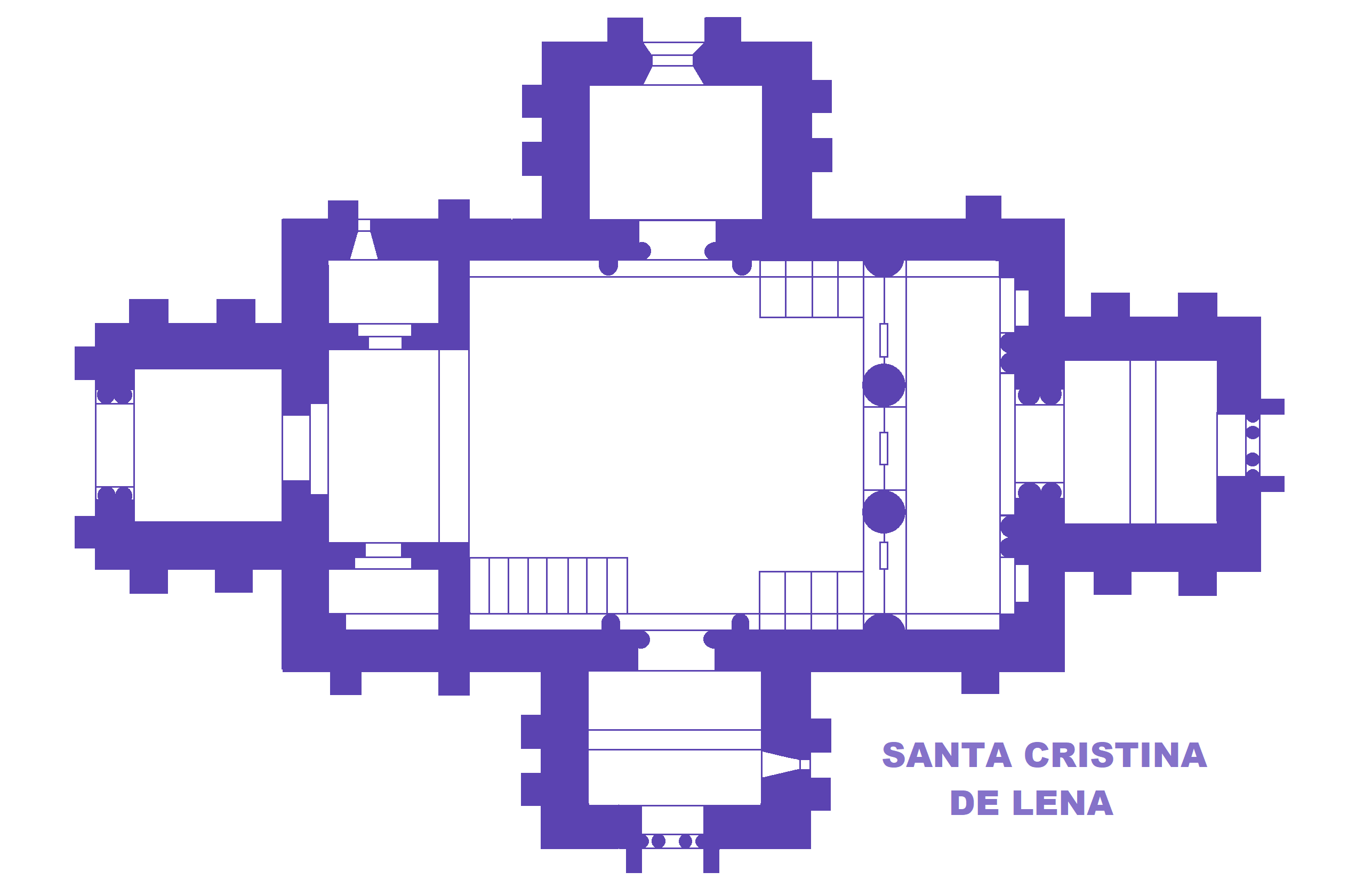
Planta de la iglesia.

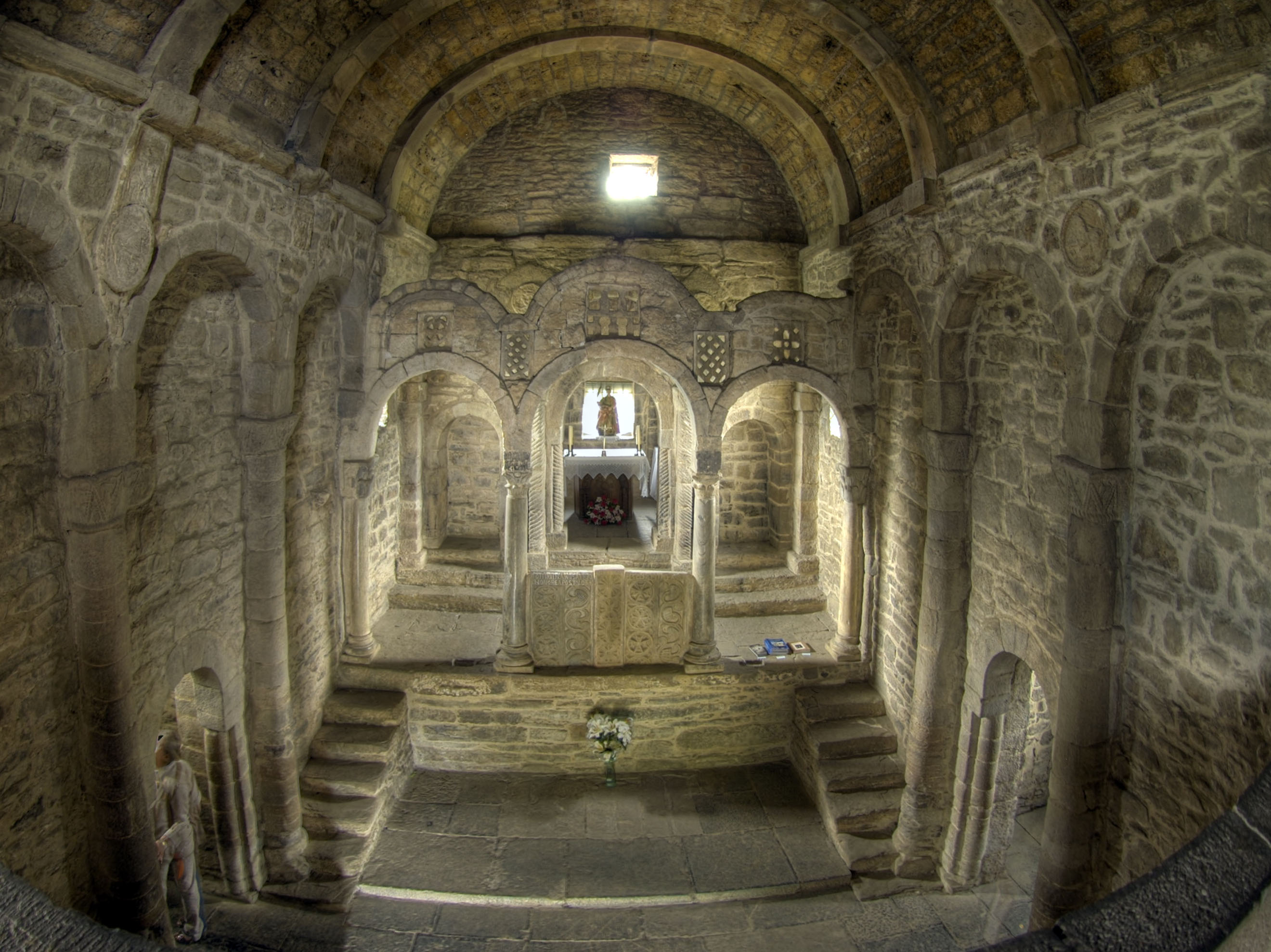
Panorámica de la nave y el iconostasio.

El templo se encuentra situado en una colina de la parroquia de Felgueras cercana a Vega del Rey, que domina el valle del río Lena y a una distancia 3,5 kilómetros de Pola de Lena, capital del concejo. 
Se puede acceder a través de la autovía Ruta de la Plata, tomando la salida a Campomanes por Vega del Rey y existe también un apeadero de ferrocarril perteneciente a la red de cercanías de Asturias, muy cercano a Santa Cristina, la estación de La Cobertoria que se usa como centro de estudios del estilo Prerrománico Asturiano. 
El acceso peatonal más cómodo es un camino cuyo tránsito se encuentra restringido a vehículos de ruedas, excepto residentes, propietarios de fincas y servicios.

## Historia
Puede corresponder probablemente a la antigua fundación del San Pedro y San Pablo de Felgueras del siglo VII, siendo su origen visigodo. La estructura actual se construyó en el siglo IX, año de 852, bajo el reinado de Ramiro I, por lo que se clasifica como ramirense al igual que los monumentos del Naranco.
El 28 de noviembre de 1793 Gaspar Melchor de Jovellanos llega a la Iglesia en caballo, la "descubre" extasiado y realiza sobre el terreno unos dibujos. Este momento sería fundamental para el conocimiento general de la Iglesia. [cita requerida]
Fue catalogada como Monumento Histórico Artístico en 1885. La Academia de la Historia había pedido "con el mayor interés al Gobierno la declaración de  monumento  nacional,  como  único  medio  de  salvar a la ermita del deplorable estado en que se halla". Dos años después, en 1887, se aprobaría el proyecto de las obras a cargo del arquitecto Ricardo Velázquez, por importe de 15.334,5 pesetas. En 1919 se hicieron nuevas obras, al parecer de poca importancia.
Más importantes fueron las actuaciones de mediados del siglo XX. En noviembre de 1950 se aprobarían obras de urgencia por importe de 5.000 pesetas y a cargo del arquitecto Luis Menéndez Pidal. El mismo titulado realizaría, por importe de 20.000 pesetas, las obras definitivas. Consistirían fundamentalmente en una excavación a la entrada del monumento para rebajar el terreno e impedir la entrada de agua en el interior del mismo, terminar la espadaña del campanario y efectuar un completo retejo, recibiendo limas y caballetes con mortero mixto.
La tradición oral dice que durante la revolución de Asturias de 1934 los mineros utilizaron la Iglesia de parapeto para defenderse de las fuerzas gubernamentales. Un proyectil afectaría a la esquina suroeste, la puerta del recinto y parte de la bóveda. De ser así, es probable que las obras de 1950 acometieran las reparaciones pendientes.
La comunidad autónoma del Principado de Asturias delimitaría el entorno de protección de la Iglesia en 2009. Esta misma comunidad realizaría nuevas obras en 2012. Consistieron en la mejora de la techumbre y el refuerzo y restauración de las paredes del templo. Además, se cambiaron las cristaleras de la iglesia y se mejoró el entorno.
La Unesco declaró la Iglesia de Santa Cristina de Lena Patrimonio de la Humanidad en diciembre de 1985.

## Arquitectura

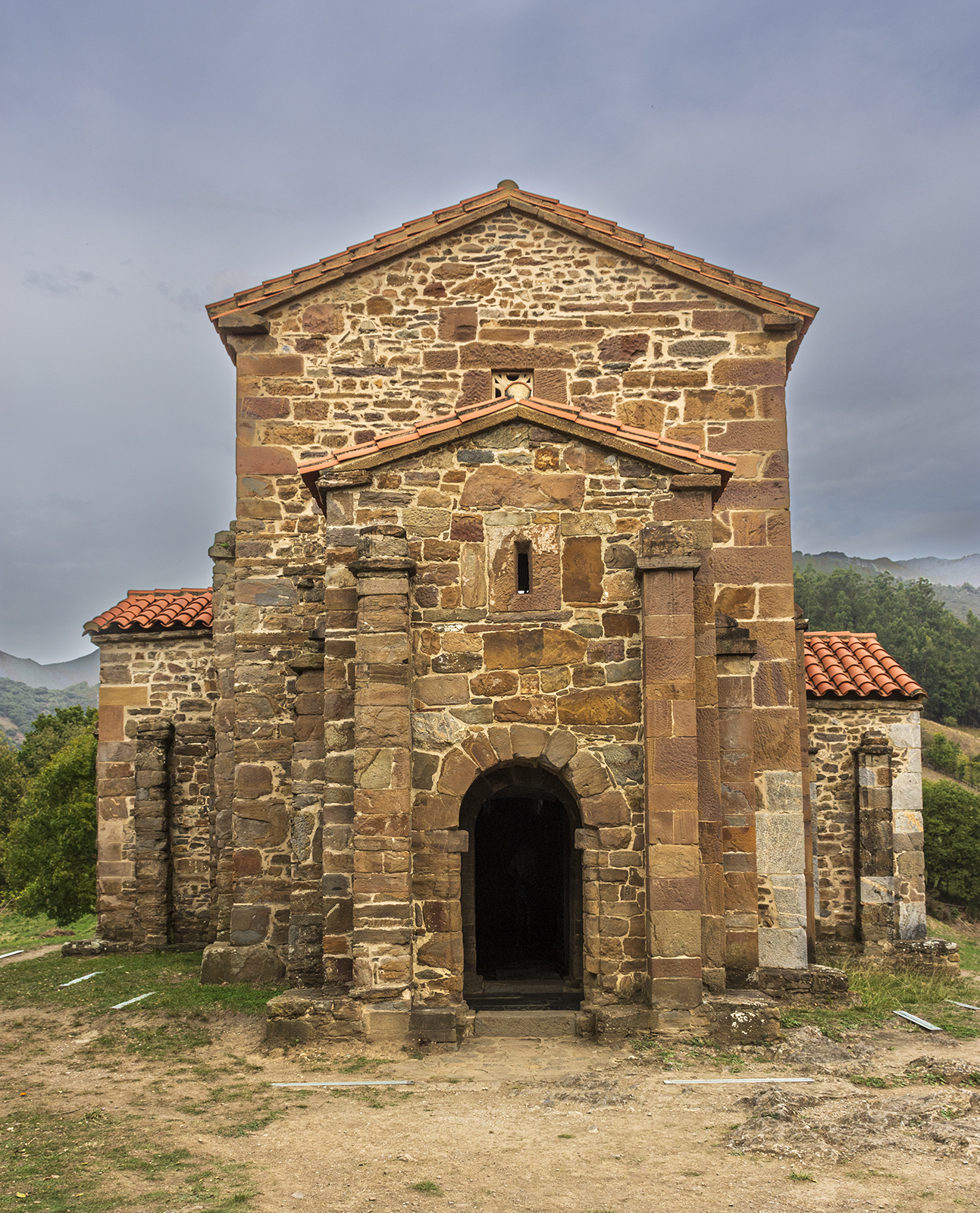
Santa Cristina de Lena - fachada principal.

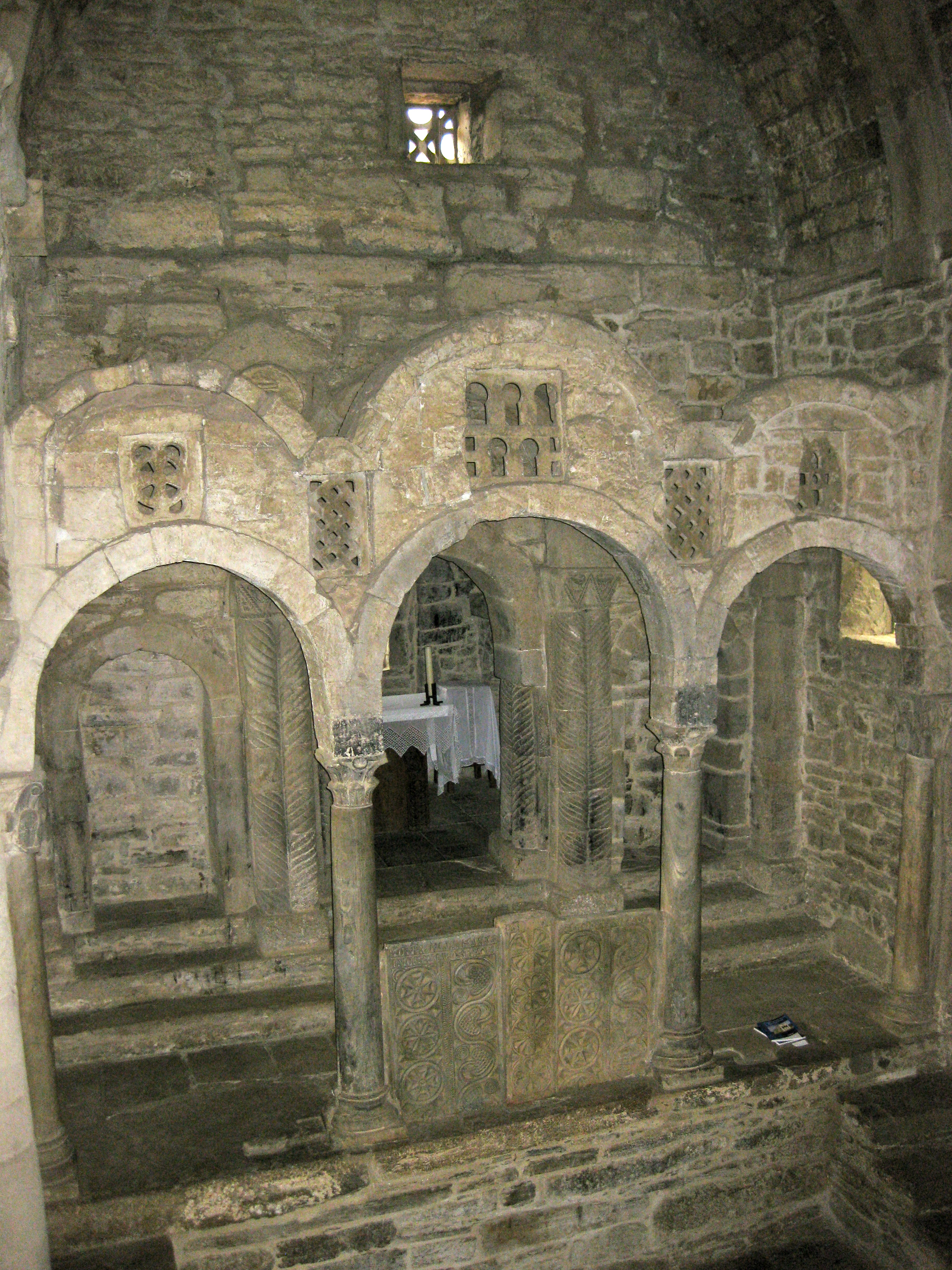
Interior de la Iglesia prerrománica de Santa Cristina

Este edificio con planta de cruz griega, inhabitual en la arquitectura asturiana, sigue los parámetros tradicionales: consta de cinco segmentos en forma cuadrangular, definidos por los arcos fajones que se apoyan en una arquería ciega que recorre los muros laterales, siendo uno de ellos, el más grande, el que conforma la nave principal del templo. El suelo se encuentra a dos alturas con la entrada más baja respecto al altar. El tipo de bóveda usada es la bóveda de cañón que descansa sobre arcos fajones reforzados en el exterior por contrafuertes.
Está dotada de nártex y de iconostasis, formado por tres arcos de piedra que descansan sobre cuatro capiteles con sus respectivas cuatro columnas de mármol cerradas por celosías caladas en forma rectangular, que separa el presbiterio de la nave principal. En el fondo se puede ver el iconostasio que sigue las pautas del arte de Ramiro I aunque se pueden contemplar motivos visigodos en la decoración.

## Fiesta
Se celebra una tradicional romería con misa en honor a Santa Cristina en el exterior del templo todos los años el último domingo de julio a las 12:30. Acuden a ella los habitantes de los pueblos y caseríos cercanos. Al finalizar la misa se realiza la tradicional subasta asturiana de la puja del ramo.

## Visitas
La iglesia se puede visitar de martes a domingos. Los lunes está cerrada.
Los meses de noviembre y septiembre está cerrada por vacaciones.
Los horarios de visita son:
- entre diciembre y marzo, de 11:00 a 13:00
- entre abril y octubre, de 11:00 a 13:00 y de 16:30 a 18:30

Los teléfonos de contacto son: (+34) 985 490 525 y (+34) 609 942 153